# I Brake For Gringos
Guatdefoc (Sundown en Inglés) es una película mexicana, dirigida por el director mexicano Fernando Lebrija. Se estrenó recientemente en el año 2016. Está protagonizada por Devon Werkheiser, Sean Marquette, Sara Paxton y Camilla Belle. Fue Filmada en Puerto Vallarta (escenas de Spring Break y Playa) y en Ciudad de México (Interiores, Casas).

## Argumento
Comedia acerca de dos chicos jóvenes de preparatoria atrapados en locas aventuras en su visita a Puerto Vallarta para las vacaciones de primavera más memorable de sus vidas.

## Reparto
- Devon Werkheiser como Logan Hoagland.
- Sean Marquette como Bi Rodrigo Madden.
- Sara Paxton como Lina Hunter.
- Camilla Belle  como Gaby/Jessica.
- Silverio Palacios como Chuy.
- Teri Hatcher como Janice Hoagland.
- Jordi Mollà como Dorian/Igor Kaganovich.
- John Michael Higgins como Kent Hoagland.
- José María Torre como DJ Christian.
- Héctor Jiménez como Sixto.
- Luis Gerardo Méndez como Policía turística.
- Olga Segura como Recepcionista del hotel.
- Sofía Sisniega como Steph.
- Joaquín Cosio como El Gori.
- Karla Souza como Ashley López.
- Gerardo Contreras como El Guapo.
- Alejandro Edda como Policía Pancho.
- Reid Ewing como Eugene.
- Steve Aoki como Él mismo.
- Paul Oakenfold como Él mismo.
- Chris Lake como Él mismo.
- Adrian Lux como Él mismo.
- Joe Francis como Él mismo.
- Araceli Aguilar como Gebriela.